# Phyllocnistis unipunctella
Phyllocnistis unipunctella là một loài bướm đêm thuộc họ Gracillariidae. Loài này có ở khắp châu Âu.

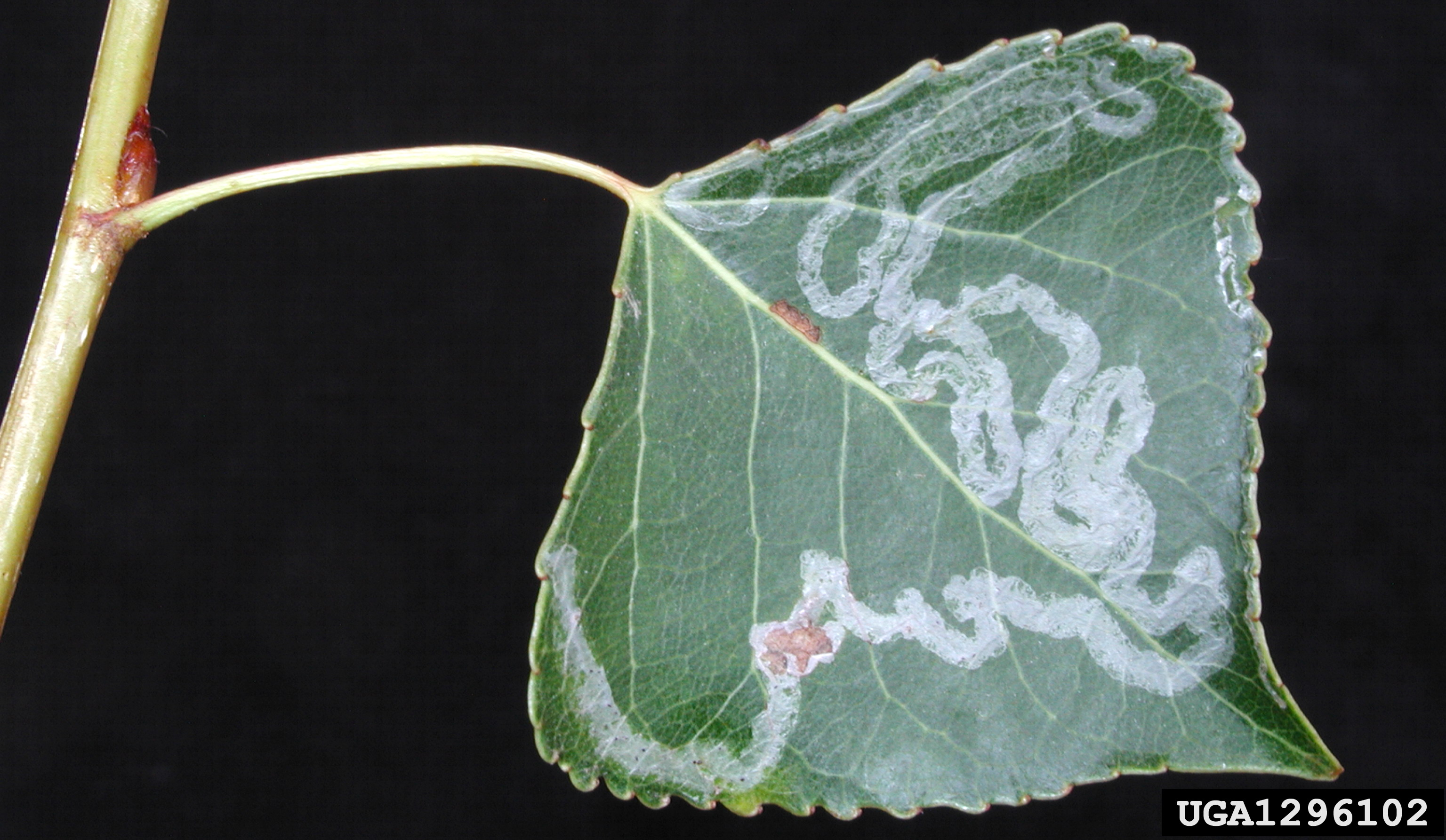
Damage

Sải cánh dài 7–8 mm. Con trưởng thành bay vào tháng 7 và từ tháng 9 về sau, đôi khi qua mùa đông trong các đống cỏ khô.
Ấu trùng ăn Populus balsmifera, Populus x canadensis, Populus candicans, Populus deltoides, Populus euphratica, Populus gileadensis, Populus nigra, Populus simonii, Populus suaveolens và Populus trichocarpa. Chúng ăn lá nơi chúng làm tổ.